# Селиховские (князья)
Селиховские (Селоховские) — княжеский род, Рюриковичи, происходят от смоленских князей.
Смоленский князь Иван Александрович (XV колено от Рюрика) имел младшего сына князя Василия Ивановича (?-1396), который получил в удел село Селихово с волостью и является родоначальником литовской ветви князей Селиховских, которые до начала XVI века являлись вассалами великого княжества литовского.
Князь Василий Иванович потерял удел (1396), а его сына князя Ивана Васильевича († 1386) согнал со Смоленска великий князь литовский Ольгерд (г/прав. 1345—1377), после чего, князь Иван Васильевич прибыл на службу к великому князю Дмитрию Ивановичу Донскому (г/прав. 1363—1389) и является родоначальником московской ветви княжеского рода Селиховских.

## Известные представители
- Князь Селиховский (литовская ветвь) — приезжал послом от короля польского к Ивану Грозному (1552).
- Князь Селиховский Иван Андреевич — третий воевода в Василь-городе (1547).
- Князь Селиховский Данила Фёдорович — убит при взятии Казани († 02 октября 1552), его имя занесено в синодик московского Успенского собора и Софийского новгородского собора на вечное поминовение.
- Князь Пётр Селиховский — голова у обоза, упоминается в разрядных книгах (1601).
- Князь Селеховский Василий Михайлович — воевода в Тотьме (1619), московский дворянин (1627—1629).
- Князь Селиховский Семён Михайлович — стольник патриарха Филарета (1627).
- Князь Селиховский Лев Тимофеевич — московский дворянин (1629—1640), находился при встрече персидского посла (1635), умер († 23 июля 1640).
- Князь Селеховский Дмитрий Борисович — воевода в Малом-Ярославце (1636—1640).
- Князь Селиховский Алексей Васильевич — московский дворянин (1640—1658).
- Князь Селеховский Фёдор — воевода в Верхососенском (1664—1665)[2][3].

## Критика
По мнению историка и генеалога Ю. Вольфа, потомки князя Василия Ивановича начали называться Селиховскими только после выезда в Москву, получили во владение село Селихово под Костромой. Каким смоленским уделом владел князь Василий Иванович, когда и при каких обстоятельствах он умер — неизвестно.
Историк А. А. Горский князя Ивана Васильевича называет вяземским князем.